# إذاعة أطلنتك
إذاعة أطلنتك هي محطة إذاعية مغربية تأسست في 17 نوفمبر 2006، ومقرها بمدينة الدار البيضاء. والإذاعة مملوكة بما نسبته (31.3%) من ماري تيريز الملقبة بنادية صلاح، و(29.2%) عبد المنعم، الذي يدير المجموعة البيئية لوسائل الإعلام، وهو أيضا صاحب كل من صحيفة الأعمال المغربية والإقتصاديين والصباح التي تعد واحدة من الصحف الرئيسية في المغرب. وتركز برامجها على 60٪ من المعلومات الاقتصادية وتبقى تخصصه للفن والموسيقى. والإذاعة تبث باللغتين العربية والفرنسية.